# Scotorythra homotrias
Scotorythra homotrias là một loài bướm đêm trong họ Geometridae.